# Вовка и зима в Тридевятом царстве
«Вовка и зима в Тридевятом царстве» — рисованный анимационный фильм России. Продолжение советского мультфильма «Вовка в Тридевятом царстве» 1965 года. Премьера состоялась 31 декабря 2021 года на стриминговом сервисе «Okko».

## Сюжет
В поисках ковра-самолёта, чтобы полететь на море и встретить Новый год на пляже Вовка вновь попадает в Тридевятое царство, в котором происходит подготовка к празднованию Нового года. Царь говорит, что ковёр-самолёт будет в подарках и уходит за ёлкой, оставив Вовку чистить снег. Приходит Морозко, который выглядит как ровесник Вовки и говорит, что доставил снег.
Вовка, которому не нравятся снег и зима, выдаёт себя за царя и отказывается от доставки из-за чего ссорится с Морозко и тот забирает весь снег. Царь из-за отсутствия снега отменяет Новый год и подарки.
Вовка обещает вернуть зиму и отправляется к двоим из ларца, которые неудачно имитируют возвращение зимы. Печка отвозит Вовку к Морозко. Морозко не хочет возвращать зиму, но соглашается с предложением Вовки вернуть зиму, если Вовка обыграет его в хоккей. Мальчики увлекаются игрой, после чего Вовка ещё раз просит вернуть зиму, так как есть и другие зимние игры. Морозко даёт Вовке свой посох и разрешает всё вернуть назад.
Довольный царь дарит Вовке ковёр-самолёт, но тот отказывается от подарка и говорит, что ещё не наигрался в снежки и не накатался на коньках.

## Съёмочная группа
| Продюсеры                    | Юлия Осетинская, Лика Бланк, Борис Машковцев |
| Руководитель 2D департамента | Ольга Благова |
| Директор производства        | Анна Морякова |
| Креативный продюсер          | Мария Савиных |
| Арт-директор                 | Роман Морис |
| Шеф-редактор                 | Мария Черницына |
| Автор сценария               | Мария Изотова |
| Режиссёр                     | Алексей Введенский |
| Композиторы                  | Иван Адлай, Семён Христенко |
| Звукорежиссёр                | Артём Фадеев |
| Звукооператоры               | Павел Ивашинников, Филипп Солонар, Артём Донских |
| Художник-постановщик         | Юлия Евдокимова |
| Художники                    | Валентина Барабаш, Снежана Ченина |
| Концепкт-художники           | Юлия Евдокимова, Дарья Кантемирова, Елена Стельмах, Валентина Барабаш |
| Художники по персонажам      | Светлана Малицкая |
| Супервайзер анимации         | Александра Приходько |
| Анимация                     | Руслан Богачёв, Василий Шевченко, Владимир Захаров, Татьяна Подгорская, Роберт Попов, Мария Кузьменко, Александр Мисюрак, Александра Галицкова, Ксюша Агафонова, Прохор Жураковский, Алина Натахина, Артур Соса Санчес, Марат Кодзаев, Екатерина Трунина |
| Прорисовка                   | Алексей Воронцов |
| Заливка                      | Светлана Федосова, Светлана Алексашина |
| Miar animation               | Михаил Филиппов |
| Прорисовка и фазовка         | Андрей Ксенофонтов, Алиса Тымкив, Алёна Одиванова, Анастасия Доля, Анастасия Стус, Денис Науменко, Екатерина Радова, Марина Галаган, Татьяна Перепелица, Антонина Грищенко, Мария Горбатская                                                             |
| Заливка                      | Лия Лосева, Светлана Гладышева, Наталья Киселёва |
| Монтажёр                     | Сергей Моторин |
| Композ                       | Андрей Смирнов |
| Исполнительный продюсер      | Владимир Яньшин |
| Менеджер производства        | Анна Сехина |

## Роли озвучивали
- Вовка — Даниэль Керимов[2]
- Морозко — Мигель Керимов[2]
- Царь — Диомид Виноградов
- Печка — Лариса Брохман
- Двое из ларца — Диомид Виноградов